# Une année studieuse

Une année studieuse est un récit biographique de l'écrivaine Anne Wiazemsky, paru aux éditions Gallimard en janvier 2012.

## Résumé
Avec Une année studieuse, Anne Wiazemsky poursuit sa quête du passé, chronique autobiographique qui égrène peu à peu ses souvenirs. Nous sommes en 1966, tournant dans la vie de cette jeune fille, parcours initiatique où elle découvre le cinéma et surtout l’amour. Alors qu’elle termine un film avec Robert Bresson, elle écrit à Jean-Luc Godard, récemment séparé d'Anna Karina.
Première rencontre et sentiments réciproques. Il est touché par la candeur de cette jeune fille de 19 ans, elle est sous le charme de cet intellectuel qui cite Molière ou Ramuz et lui offre des quatuors de Mozart. « Au contact d’Anne, tu deviens presque sympathique » ironise François Truffaut. Elle est  son « animal-fleur » comme il dit, sa nouvelle égérie. Curieux couple qui n’est vraiment pas du goût du grand-père d’Anne, François Mauriac. Ils cachent tant bien que mal leur amour dans des rencontres à la sauvette ou des chambres d’hôtel, essayant d’échapper à la vindicte du terrible aïeul. Elle est en « fac de philo » à Nanterre et joue dans La Chinoise, le film de Godard dédié à la révolution culturelle chinoise qu’il tourne dans son vaste appartement de la rue de Miromesnil. Mais il faut bien « régulariser ». Ils se marient en Suisse en juillet 1967.

## Réception critique
Dans Le Nouvel Observateur, Jérôme Garcin a apprécié l'ouvrage.
Une année studieuse reçoit le prix Saint-Simon et le prix Duménil en 2012.

## Édition
- Anne Wiazemsky, Une année studieuse, éditions Gallimard, 260 pages, 2012.
- Anne Wiazemsky, Une année studieuse, Folio poche, 288 pages, 2013.

## Adaptation cinématographique
En 2017, le récit de Une année studieuse et surtout de Un an après sont adaptés au cinéma, dans le film Le Redoutable réalisé par Michel Hazanavicius. Les rôles principaux seront joués par Louis Garrel et Stacy Martin qui incarnent respectivement Jean-Luc Godard et Anne Wiazemsky. 